# بوير (شيطان)

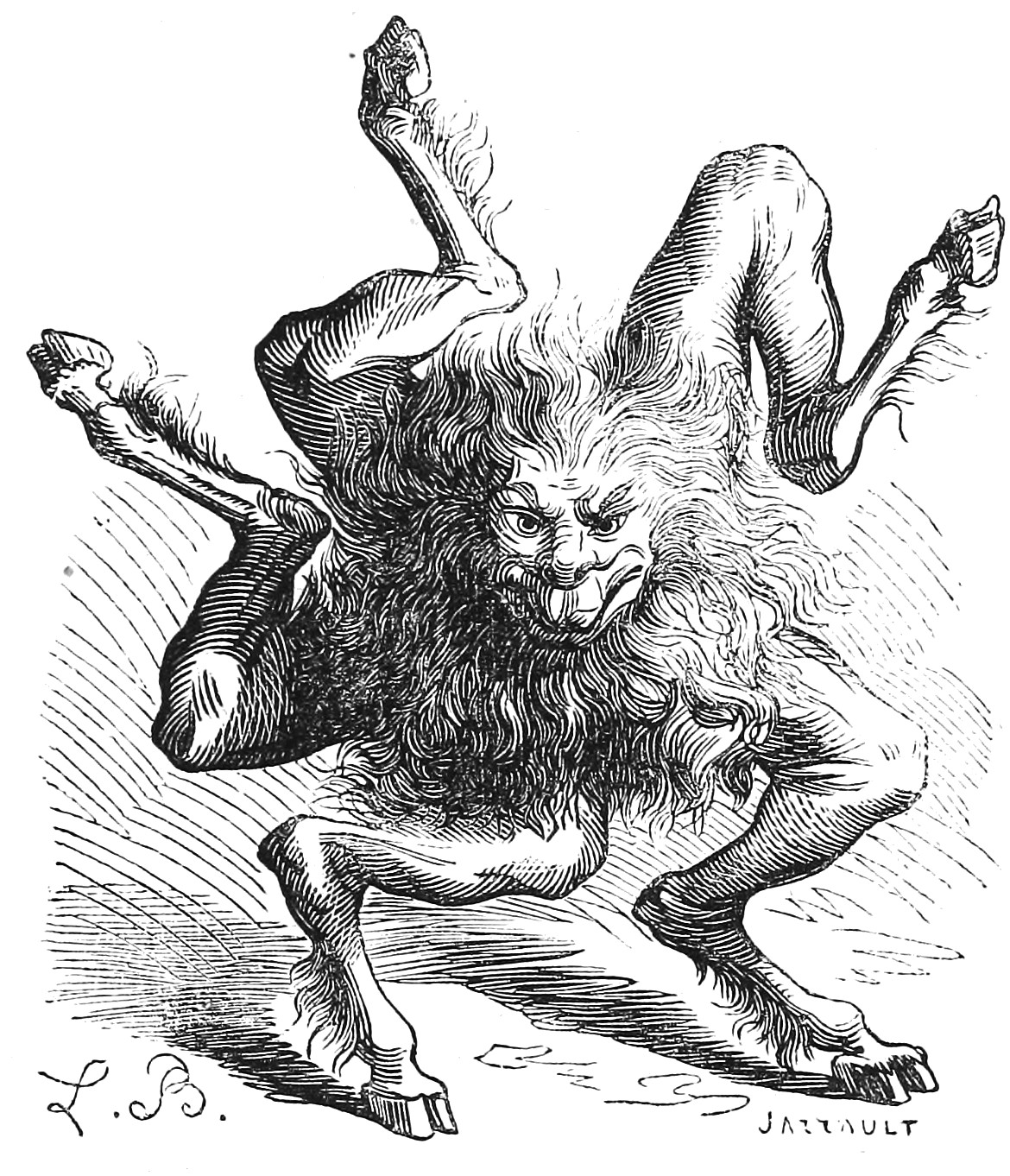
بوير، الروح العاشرة، الذي يُعلِّم 'الفلسفة الأخلاقية والطبيعية'. توضيح بواسطة لويس بريتون من كتاب Dictionnaire Infernal.

بوير (Buer) هو أحد الشياطين المذكورين في كتب السحر الغربية القديمة مثل Pseudomonarchia Daemonum وArs Goetia، حيث يُصنف كرئيس عظيم في الجحيم ويقود خمسين فيلقًا من الشياطين. يظهر بوير عادة عندما تكون الشمس في برج القوس، ويُقال إنه يتمتع بقدرات هائلة في تعليم الفلسفة الطبيعية والأخلاقية، إلى جانب إلمامه بالخصائص العلاجية للأعشاب والنباتات. كما يُعتبر بوير معالجًا قويًا للأمراض البدنية والنفسية، وله قدرة على منح "أرواح مألوفة" تساعد من يستدعيه 
القدرات والظهور: يوصف بوير بأنه كائن ذو رأس أسد وأطراف متعددة تشبه أرجل الماعز أو الحصان، مما يمكّنه من التحرك في جميع الاتجاهات. هذه الصورة تجسد طبيعته الغريبة. كما أن هناك ارتباطات لبور بعنصر الأرض، مما يعزز صفاته العلاجية والتأملية. يتمتع بوير بقدرات على شفاء الأمراض، وخاصة النفسية مثل الاكتئاب والقلق، ويُعرف بقدرته على توفير الراحة العقلية والجسدية لأولئك الذين يستدعونه.
دوره في الثقافة الشعبية: بالإضافة إلى ظهوره في النصوص القديمة، تم تصوير بوير في الثقافة الشعبية بأشكال مختلفة. على سبيل المثال، ظهر كشخصية في أعمال الأنمي مثل Welcome to Demon School! Iruma-kun، حيث تم تصويره كمدرس في مدرسة ثانوية.